# 天津电视台国际频道
天津电视台国际频道是天津电视台的国际电视频道之一，于2008年12月28日开播，2009年5月25日频道全新改版，全天24小时播出，该频划为4节，每节6小时滚动播出。依托对海外电视观众了解中国大陆以及天津新闻资讯，为海外电视观众传递很多的新闻、经济、旅游、娱乐、资讯等精彩电视节目，该频道面向天津市区、北美地区播放。

## 节目
- 津日播报
- 天视综艺秀
- 绿色英雄
- 天视剧场（天津卫视）